# Kokomopteroidea
Kokomopteroidea ist eine Überfamilie der Unterordnung Stylonurina aus der Ordnung der Seeskorpione (Eurypterida).

## Merkmale
Bei den Arten aus der Überfamilie Kokomopteroidea hatte das Metastoma am hinteren Ende eine Kerbe. Die prosomale Gliedmaße V war stachelig.

## Fundorte
Vertreter der Überfamilie Kokomopteroidea wurden in Nordamerika (Bundesstaaten Indiana, New York und Pennsylvania) und Europa (Deutschland, England und Schottland) gefunden.

## Systematik
Die Überfamilie wurde 1966 von Erik Norman Kjellesvig-Waering aufgestellt. Sie beinhaltet nach Lamsdell, Braddy & Tetlie 2010 folgende Familien:
- Hardieopteridae
- Kokomopteridae